# Miss Brasil 1995
Miss Brasil 1995 foi a 41ª edição do tradicional concurso de beleza feminino de Miss Brasil, válido para a disputa de Miss Universo 1995. Esta edição foi realizada no dia dois de abril no espaço de eventos "Scala Rio" no estado do Rio de Janeiro. A paulista Miss Brasil 1994 Valéria Peris coroou Renata Bessa de Minas Gerais no fim da competição. O concurso não teve transmissão televisiva e foi apresentado pelo organizador Paulo Max junto a jornalista Maria Nadir Severo.

## Resultados

### Colocações
| Posição                 | Estado e Candidata |
| ----------------------- | --- |
| Vencedora               | - Minas Gerais - Renata Bessa |
| 2º. Lugar               | - Mato Grosso - Débora Moretto |
| 3º. Lugar               | - Rio de Janeiro - Renata Garcia |
| 4º. Lugar               | - Santa Catarina - Giane Tillmann |
| 5º. Lugar               | - Rio Grande do Norte - Olga Portela |
| (TOP 10) Semifinalistas | - Alagoas - Tatiani Garcez - Espírito Santo - Fábia Majevski - Goiás - Karina Marin - São Paulo - Luiara Fiedler - Sergipe - Ellen Fonseca |

### Prêmios Especiais
Foram distribuídos os seguintes prêmios este ano:
| Prêmio         | Estado e Candidata             |
| -------------- | ------------------------------ |
| Miss Simpatia  | - Paraíba - Janalívia Carneiro |
| Miss Fotogenia | - Roraima - Janayna Chaves     |
| Miss Elegância | - Goiás - Karina Marin         |

## Jurados
A lista encontra-se incompleta:
1. Júlio Lopes, político;
2. Valéria Valenssa, Globeleza;
3. Márcia Gabrielle, Miss Brasil 1985;
4. Adriane Galisteu, modelo e apresentadora;
5. Hans Donner, designer;

## Candidatas
Disputaram o título este ano:
| - Acre - Viena Oliveira Pinto Relvas - Alagoas - Tatiani Garcez de Barros Brigagão da Silva - Amapá - Bruna Pereira Bier Greco - Amazonas - Lícia Cristina Barros de Carvalho - Bahia - Aletéia Neves de Almeida - Brasília - Ezilene Mendes do Nascimento - Ceará - Laria de Lourdes da Silva Neta - Espírito Santo - Fábia Andreza Majevski - Goiás - Karina Paula Marin - Maranhão - Catiúscia Rodrigues da Silva - Mato Grosso - Débora Reis Moretto - Mato Grosso do Sul - Cláudia Provenzano de Arruda - Minas Gerais - Renata Aparecida Bessa Soares - Pará - Graziela Aparecida Costa | - Paraíba - Janalívia do Nascimento Carneiro - Paraná - Marilice Perazolli - Pernambuco - Andresa Maria de Paiva - Piauí - Jamilly Rebeca Bezerra Fiuza - Rio de Janeiro - Renata Garcia de Abreu e Souza - Rio Grande do Norte - Olga Cristina de Barros Portela - Rio Grande do Sul - Angélica de Mello Soares - Rondônia - Cristiane Bielinki - Roraima - Janayna Oliveira Chaves - Santa Catarina - Giane Tillmann - São Paulo - Luiara Nadine Fiedler Gonzaga - Sergipe - Ellen Dutra Fonseca - Tocantins - Lorena Pereira Rodrigues Alves † |